# District de Pakur
Le district de Pakur est un district de l'état du Jharkhand, en Inde,

## Géographie
Au recensement de 2011, sa population compte 899 200 habitants.
Son chef-lieu est la ville de Pakur. 